# ビジャエルモーサ (スペイン)
ビジャエルモーサ（Villahermosa）は、スペイン・カスティーリャ＝ラ・マンチャ州、シウダー・レアル県のムニシピオ（基礎自治体）。カンポ・デ・モンティエル（Campo de Montiel）地区にあり、同県の南東部に位置する。

## 地理
ビジャエルモーサは北緯38度45分西経2度52分、海抜956mの高度に位置する。自治体内での最高地点は海抜1,017mで、バカナスと呼ばれている。
面積は363.01km²で、隣接する自治体は、北はオスサ・デ・モンティエル（アルバセーテ県）とアランブラ、東はビジャヌエバ・デ・ラ・フエンテとエル・ボニージョ（アルバセーテ県）、南はモンティエル、西はフエンジャーナとカリソーサである。
最寄りの重要都市はビジャヌエバ・デ・ロス・インファンテス（14km）、バルデペーニャス（45km）、マンサナーレス（58km）で、県都シウダー・レアルへは106km、マドリードへは235kmの距離がある。

### 人口
| ビジャエルモーサの人口推移 1900－2010                   |
|                                                         |
| 出典:INE（スペイン国立統計局）1900年 - 1991年、1996年 - |

## 政治
自治体首長はカスティーリャ＝ラ・マンチャ社会党（Partido Socialista de Castilla-La Mancha、PSCM-PSOE）のイシドロ・ビジャマジョール・フェルナンデス（Isidro Villamayor Fernández）で、自治体評議員は、カスティーリャ＝ラ・マンチャ社会党：11、カスティーリャ＝ラ・マンチャ国民党（Partido Popular de Castilla-La Mancha、PPCLM）：6、PLJ（Pueblo, Libertad y Justicia、人民、自由そして正義）：3、カスティーリャ＝ラ・マンチャ統一左翼：1となっている（2011年5月22日の自治体選挙結果、得票順）
| 1999年6月13日自治体選挙 |        |        |          |
| 政党                    | 得票数 | 得票率 | 獲得議席 |
| PP                      | 1,085  | 53.13% | 6        |
| PSOE                    | 944    | 46.23% | 5        |

| 2003年5月25日自治体選挙 |        |        |          |
| 政党                    | 得票数 | 得票率 | 獲得議席 |
| PSOE                    | 871    | 47.57% | 6        |
| PP                      | 801    | 43.75% | 5        |
| G.I.V.                  | 136    | 7.43%  | 0        |

| 2007年5月27日自治体選挙 |        |        |          |
| 政党                    | 得票数 | 得票率 | 獲得議席 |
| PSOE                    | 970    | 57.33% | 6        |
| PP                      | 702    | 41.49% | 5        |

| 2011年5月22日自治体選挙 |        |        |          |
| 政党                    | 得票数 | 得票率 | 獲得議席 |
| PSOE                    | 814    | 49.69% | 6        |
| PP                      | 800    | 48.84% | 5        |

### 司法行政
ビジャエルモーサはビジャヌエバ・デ・ロス・インファンテス司法管轄区に属す。